# Ignacio Allende las Huertas
Ignacio Allende las Huertas är en ort i Mexiko.   Den ligger i kommunen Santiago Nundiche och delstaten Oaxaca, i den sydöstra delen av landet, 280 km sydost om huvudstaden Mexico City. Ignacio Allende las Huertas ligger 1 987 meter över havet och antalet invånare är 171.
Terrängen runt Ignacio Allende las Huertas är huvudsakligen lite kuperad. Ignacio Allende las Huertas ligger nere i en dal. Runt Ignacio Allende las Huertas är det ganska tätbefolkat, med 83 invånare per kvadratkilometer. Närmaste större samhälle är Heroica Ciudad de Tlaxiaco, 8,4 km söder om Ignacio Allende las Huertas. I omgivningarna runt Ignacio Allende las Huertas växer huvudsakligen savannskog.